# Cicindela cazieri
Cicindela cazieri är en skalbaggsart som beskrevs av Vogt 1949. Cicindela cazieri ingår i släktet Cicindela och familjen jordlöpare. Inga underarter finns listade i Catalogue of Life.